# زعيم المعارضة
زعيم المعارضة هو لقب يحمله تقليدياً زعيم أكبر حزب سياسي غير حكومي، وهو نموذجي في البلدان التي تستخدم النظام البرلماني من شكل الحكومة. يُنظر إلى زعيم المعارضة عادةً باعتباره رئيس وزراء أو رئيس مجلس الدولة أو كبير الوزراء بديل للذي في المنصب؛ في نظام وستمنستر، يرأسون حكومة بديلة منافسة تعرف باسم حكومة الظل أو المقعد الأمامي للمعارضة. يستخدم نفس المصطلح أيضًا للإشارة إلى زعيم أكبر حزب سياسي غير موجود في الحكومة في في الهيئات التشريعية دون الوطنية، والإقليمية، وغيرها من الهيئات التشريعية الإقليمية والمحلية.[بحاجة لمصدر]
اللقب الكامل لزعيم المعارضة هو زعيم المعارضة الأكثر ولاءً لجلالة الملك في المملكة المتحدة وفي العديد من عوالم الكومنولث.